# Oissel
Oissel là một xã thuộc tỉnh Seine-Maritime trong vùng Normandie miền bắc nước Pháp.

### Huy hiệu
| Arms of Oissel | The arms of Oissel are blazoned: Per pale argent and azure, a half-filled alembic gules and a garb Or, and on a chief gules, a leopard Or, armed and langued azure. |

## Dân số
| 1962                                 | 1968 | 1975   | 1982   | 1990   | 1999   | 2006   |
| ------------------------------------ | ---- | ------ | ------ | ------ | ------ | ------ |
| 9936                                 | 9949 | 10,501 | 11,712 | 11,444 | 11,053 | 11,611 |
| Từ năm 1962: Dân số không tính trùng |      |        |        |        |        |        |